# Anemopaegma oligoneuron
Anemopaegma oligoneuron là một loài thực vật có hoa trong họ Chùm ớt. Loài này được (Sprague & Sandwith) A.H.Gentry mô tả khoa học đầu tiên năm 1976.